# AEW World Tag Team Championship
AEW World Tag Team Championship este un titlu pe echipe de wrestling masculin creat și promovat de promoția americană All Elite Wrestling (AEW). Este un titlu standard pe echipe, fiind disputat între echipe de 

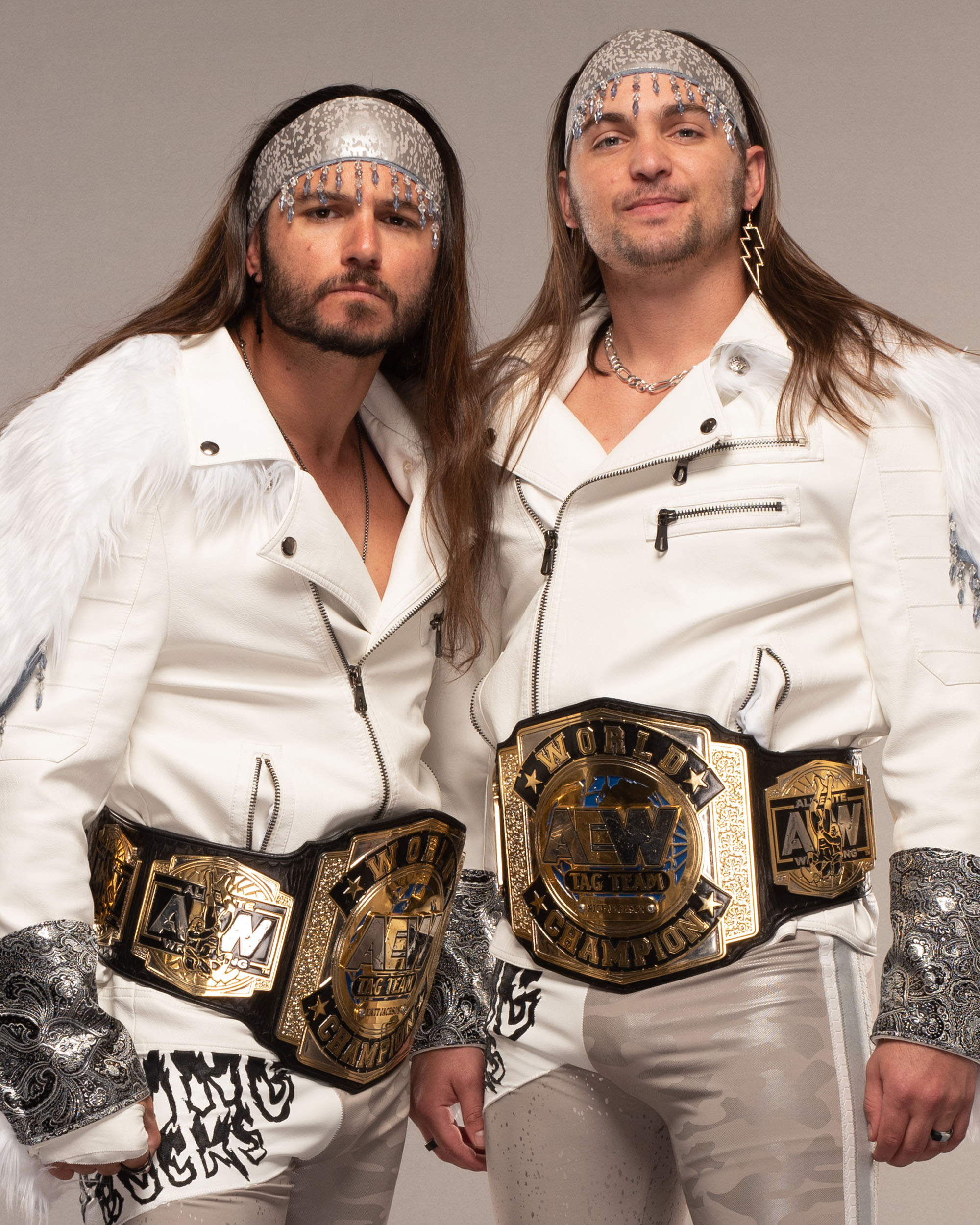
The Young Bucks cu titlul AEW World Tag Team Championship.

doi luptători. Înființați la 30 octombrie 2019, campionii inaugurali au fost SoCal Uncensored (Frankie Kazarian și Scorpio Sky). Actualii campioni sunt The Hurt Syndicate (Bobby Lashley și Shelton Benjamin), care se află la prima lor domnie, atât ca echipă, cât și individual. Ei au câștigat titlul învingând Private Party (Isiah Kassidy și Marq Quen) la Dynamite pe 22 ianuarie 2025.

## Lista campionilor
| Domnie | Numărul de domnie pentru echipa specifică - numerele de domnie pentru indivizi sunt între paranteze, dacă sunt diferite |
| Zile   | Număr de zile ca și campioni                                                                                            |
| +      | Domnia este în curs de desfășurare                                                                                      |

| All Elite Wrestling (AEW) |                                                        |                     |                                                           |                      |   |     | |  |
| 1                         | SoCal Uncensored (Frankie Kazarian și Scorpio Sky)     | 30 Octombrie, 2019  | Dynamite                                                  | Charleston, WV       | 1 | 83  | I-a învins pe Lucha Bros (Pentagón Jr. și Rey Fénix) într-o finală a turneului pentru a deveni campioni inaugurali.                                                                                          |  |
| 2                         | Kenny Omega și "Hangman" Adam Page                     | 21 Ianuarie, 2020   | Dynamite: Chris Jericho's Rock 'N' Wrestling Rager at Sea | Nassau, Bahamas      | 1 | 228 | A avut loc la Norwegian Pearl. Înregistrat și difuzat ca parte a episodului din 22 Ianuarie din Dynamite. |  |
| 3                         | FTR (Cash Wheeler și Dax Harwood)                      | 5 Septembrie, 2020  | All Out                                                   | Jacksonville, FL     | 1 | 63  | |  |
| 4                         | The Young Bucks (Matt Jackson și Nick Jackson)         | 7 Noiembrie, 2020   | Full Gear                                                 | Jacksonville, FL     | 1 | 302 | Aceasta a fost ultima șansă în care, dacă The Young Bucks ar fi pierdut, nu ar fi putut niciodată să concureze pentru centuri din nou. În plus, managerul FTR, Tully Blanchard, a fost exclus de la ring.    |  |
| 5                         | Lucha Brothers (Penta El Zero Miedo și Rey Fénix)      | 5 Septembrie, 2021  | All Out                                                   | Hoffman Estates, IL  | 1 | 122 | A fost un meci Steel Cage. |  |
| 6                         | Jurassic Express (Jungle Boy și Luchasaurus)           | 5 Ianuarie, 2022    | Dynamite                                                  | Newark, NJ           | 1 | 161 | |  |
| 7                         | The Young Bucks (Matt Jackson și Nick Jackson)         | 15 Iunie, 2022      | Dynamite: Road Rager                                      | St. Louis, MO        | 2 | 28  | A fost un meci cu scări. |  |
| 8                         | Swerve in Our Glory (Keith Lee și Swerve Strickland)   | 13 Iulie, 2022      | Dynamite: Fyter Fest Night 1                              | Savannah, GA         | 1 | 70  | Acesta a fost un meci între trei echipe, în care au fost implicați și echipa Taz (Powerhouse Hobbs și Ricky Starks),pe care Swerve In Our Glory au pus pin-ul                                                |  |
| 9                         | The Acclaimed (Anthony Bowens și Max Caster)           | 21 Septembrie, 2022 | Dynamite: Grand Slam                                      | Flushing, Queens, NY | 1 | 140 | |  |
| 10                        | The Gunns (Austin Gunn și Colten Gunn)                 | 8 Februarie, 2023   | Dynamite: Championship Fight Night                        | El Paso, TX          | 1 | 56  | |  |
| 11                        | FTR (Cash Wheeler și Dax Harwood)                      | 5 Aprilie, 2023     | Dynamite                                                  | Elmont, NY           | 2 | 185 | A fost un meci Titlu vs. Carieră |  |
| 12                        | Ricky Starks și Big Bill                               | 7 Octombrie, 2023   | Collision                                                 | Salt Lake City, UT   | 1 | 123 | |  |
| 13                        | Sting și Darby Allin                                   | 7 Februarie, 2024   | Dynamite                                                  | Phoenix, AZ          | 1 | 25  | A fost un meci tornado. |  |
| —                         | Vacant                                                 | 3 Martie, 2024      | Revolution                                                | Greensboro, NC       | — | —   | După meciul de retragere al lui Sting de la eveniment, el și Darby Allin au renunțat la titlu. |  |
| 14                        | The Young Bucks (Matthew Jackson și Nicholas Jackson)  | 21 Aprilie, 2024    | Dynasty                                                   | St. Louis, MO        | 3 | 192 | Au învins FTR (Dax Harwood și Cash Wheeler) într-un meci ladder, care a fost o finală a turneului pentru titlul vacant. În mod individual, Matthew și Nicholas au fost denumiți ca Matt și, respectiv, Nick. |  |
| 15                        | Private Party (Isiah Kassidy și Marq Quen)             | 30 Octombrie, 2024  | Fright Night Dynamite                                     | Cleveland, OH        | 1 | 84  | Dacă Private Party ar fi pierdut, ar fi trebuit să se dizolve ca echipă. |  |
| 16                        | The Hurt Syndicate (Bobby Lashley și Shelton Benjamin) | 22 Ianuarie, 2025   | Dynamite                                                  | Knoxville, TN        | 1 | 28+ | |  |